# Flacillula
Flacillula  (лат.) — род аранеоморфных пауков из подсемейства Aelurillinae в семействе пауков-скакунов (Salticidae). Большинство видов рода распространены в странах Юго-Восточной Азии, а один — Flacillula purpurea — в Пакистане.

## Виды
- Flacillula albofrenata (Simon, 1905) — Ява
- Flacillula incognita Zabka, 1985 — Вьетнам
- Flacillula lubrica (Simon, 1901) — Шри-Ланка typus
- Flacillula minuta (Berland, 1929) — Каролинские острова, Ниуэ, Самоа, Острова Кука
- Flacillula nitens Berry, Beatty & Prózyński, 1997 — Каролинские острова
- Flacillula purpurea (Dyal, 1935) — Пакистан